# Glasbrücke Zhangjiajie
Die Glasbrücke Zhangjiajie ist eine Brücke in der Wulingyuan-Landschaft in Zhangjiajie, China. Mit einer Länge von 430 Metern und einer Höhe von 260 Metern über dem Grund war sie zum Zeitpunkt der Eröffnung die weltweit längste und höchste Brücke mit Glasboden.
Die Brücke überspannt den Canyon zwischen zwei Bergklippen im Zhangjiajie National Forest Park in Chinas zentraler Provinz Hunan. Sie wurde am 20. August 2016 eröffnet und ist eine beliebte Touristenattraktion. Ihre Tragkraft ist ausgelegt auf bis zu 800 Besucher zur gleichen Zeit. Entworfen wurde sie vom israelischen Architekten Haim Dotan.
Mit der Eröffnung der Hongyagu-Glasbodenbrücke in Hebei ist sie die zweitlängste Glasbrücke.

## Details
Auf der Gesamtlänge von 430 Metern wurden 99 Glaspaneele im Boden des Spans integriert. Jedes dieser Paneele ist 50 mm dick und hat eine Größe von 12 m². Die Gesamtdicke des Fußwegs ist 60 cm.
Zusätzlich zum Fußweg gibt es eine Bunjee und Zipline-Anlage.

## Vorübergehende Schließung
Am 2. September 2016, nur 13 Tage nach der Eröffnung der Brücke, musste die Brücke wegen des überwältigenden Besucherverkehrs schließen. Statt der erwarteten 8.000 Besucher pro Tag kamen angeblich mehr als 10.000. Die Brücke wurde am 30. September 2016 wieder eröffnet, nachdem die Besucheranlagen verbessert worden waren.